# Eliksir života
Eliksir života (eliksir besmrtnosti), ponekad izjednačavan s Kamenom mudraca (Lapis philosophorum), mitski je napitak koji onomu koji ga pije daje vječni život i/ili vječitu mladost.
Za njime su tragali mnogi alkemičari. Za eliksir života također se govorilo da je bio u stanju stvoriti život. Povezuje se s mitom o Tothu i Hermesu Trismegistu, za koje brojne priče govore da su pili "bijele kapi" (tekuće zlato) čime su postigli besmrtnost. Spomenuti napitak spominje se u jednom od tekstova pronađenih u knjižnici iz Nag Hammadija. S obzirom na to da je voda vrlo važan izvor našim životima, poznata je i kao eliksir života.
Grof St. Germain, plemić nejasnog porijekla i misterioznih sposobnosti, navodno je posjedovao Eliksir i živio nekoliko stotina godina. Mnogi europski recepti specificiraju da Eliksir treba pohraniti u satovima kako bi pojačao efekte besmrtnosti na njegova korisnika. Za Francuza Nicolasa Flamela također se smatra da je uspio kreirati Eliksir.
Eliksir je imao stotine imena kroz povijest uključujući (među ostalim) Amrit Ras ili Amirta, Aab-i-Hayat, Maha Ras, Aab-Haiwan, Plesna Voda, Chasma-i-Kausar, Mansarover ili Pool of Nectar, Filozofski kamen i Soma Ras. Riječ "eliksir" nije se koristila sve do 7. st. i vuče korijen iz arapskog imena za čudotvornu supstancu, "al iksir". Neki ga vide kao metaforu za duh Boga. "A tko bude pio vode koje ću mu dati, ne, neće ožednjeti nikada: voda koju ću mu ja dati postat će u njemu izvorom vode koja struji u život vječni" (Iv 4:14). Škoti i Irci prihvatili su to ime za njihovo "tekuće zlato": galsko ime za wiskey je uisge beatha ili voda života.
Aib-i-Hayat je perzijska riječ u značenju "voda života". "Chashma-i-Kausar" je "Fontana nagrade", za koju muslimani vjeruju da je smještena u Raju. Indijska imena "Amrit Ras" znači "sok besmrtnosti", "Maha Ras" znači "sok Some"; Soma je bila psihoaktivna droga, pomoću koje su pjesnici Veda primali svoje vizije, ali za biljku se više ne zna. Kasnije, Soma je počela značiti "sveto raspoloženje" što se moglo iskusiti slušanjem dobre poezije ili muzike. Mansarovar, "jezero misli" je sveto jezero u podnožju planine Kailash u Tibetu, blizu izvora rijeke Ganges.